# بنفشه خزری
بنفشه خزری (نام علمی: Viola sieheana) نام یک گونه از سرده بنفشه است. جنس یا سردهٔ بنفشه در ایران ۱۴ گونه گیاه علفی یکساله یا چند ساله دارد.